# شیوع مرگبار
شیوع مرگبار (انگلیسی: Deadly Outbreak) (در برخی کشورها با عنوان: تصرف مرگبار منتشر شد) فیلمی اکشن است که توسط شرکت آمریکایی-اسرائیلی بنام نیو ایمیج در سال ۱۹۹۶ منتشر شد و به کارگردانی بدلکار سابق ریک آوری انجام شده‌است.
این فیلم همچنین به میزان زیادی از فیلم سینمایی آمریکایی سرعت (۱۹۹۴) وام گرفته شده‌است، که فقط دو سال قبل اکران شده بود.

## بازیگران
- جف اسپکمن در نقش داتون هاتفیلد
- ران سیلور در نقش سرهنگ بارون
- روشل سوانسون در نقش دکتر آلی لوین
- جک آدالیست در نقش راموس
- جاناتان ساگل در نقش گالو
- ایدان آلترمن در نقش ایرا
- دن تورجمن در نقش سرهنگ گیدئون
- یهودا افرونی در نقش دکتر برگ
- جری هایمن در نقش ژنرال میلر